# فرانک فرانسه
فرانک فرانسه (به انگلیسی: French franc) (به فرانسوی: franc français) با کد ایزوی FRF، یکای پول رایج در کشور فرانسه بود پیش از تشکیل اتحادیه اروپا و واحد پولی یورو، مسئولیت کنترل این یکای پول برعهدهٔ بانک فرانسه قرار داشت.